# Супермен III
„Супермен III“ (на английски: Superman III) е американски филм от 1983 г., базиран на супергероя на Ди Си Комикс – Супермен. Сценарият е на Дейвид Нюман и е режисиран от Ричард Лестър. Във филма участват Кристофър Рийв (Супермен), Джийн Хекман, Марго Кидър, Джаки Купър и други.

## Резюме
Конгломератът Webscoe в Метрополис наема компютърния програмист Гъс Горман. Гъс е принуден да работи за компанията под заплахата от изнудване от страна на изпълнителния директор на Webscoe, Рос Уебстър. Webscoe планира да създаде буря, за да навреди на Колумбия и да контролира пазара на кафе. Гъс хаква сателита на Webscoe, но Супермен проваля този план.
Кларк Кент, заедно с колегите си Джими Олсен и Пери Уайт, отива в Смолвил, за да участва в събрание на випускниците. Там той се среща отново с бившата си приятелка Лана Ланг и нейния син Рики. В същото време Уебстър вижда в Супермен заплаха и иска Гъс да създаде криптонит, за да му навреди. Гъс погрешно създава дефектен криптонит, който превръща Супермен в егоистичен и зъл. Кларк Кент успява да победи тъмната си страна.
Гъс, по искане на Уебстър, създава най-софистицирания суперкомпютър в света, но контролирането на компютъра става все по-трудно. Супермен се бори да победи компютъра и Уебстър. Гъс унищожава компютъра и решава да започне нов живот в Западна Вирджиния.
Накрая Супермен посещава Лана след като тя се премества в Метрополис, а уважението на Лоис към него нараства. Филмът завършва със Супермен, който побеждава и лети към нови приключения.